# Aljaksandr Schalak
Aljaksandr Leanidawitsch Schalak (belarussisch Аляксандр Леанідавіч Шалак, * 7. Januar 1980) ist ein ehemaliger belarussischer Skilangläufer.

## Werdegang
Schalak trat international erstmals bei den Junioren-Skiweltmeisterschaften 1999 in Saalfelden am Steinernen Meer in Erscheinung. Dort belegte er den 44. Platz über 10 km klassisch und den 24. Rang über 30 km Freistil. Seine besten Platzierungen bei den Junioren-Skiweltmeisterschaften im folgenden Jahr in Štrbské Pleso waren der 18. Platz über 10 km Freistil und der 11. Rang mit der Staffel. Bei der Winter-Universiade 2001 in Zakopane kam er auf den 39. Platz über 10 km Freistil und auf den 21. Rang über 10 km klassisch. Letztmals international startete er bei den Olympischen Winterspielen 2002 in Salt Lake City. Dort lief er auf den 57. Platz im Sprint, auf den 47. Rang über 15 km klassisch sowie auf den 46. Platz über 50 km klassisch.